# Fejzi Alizoti

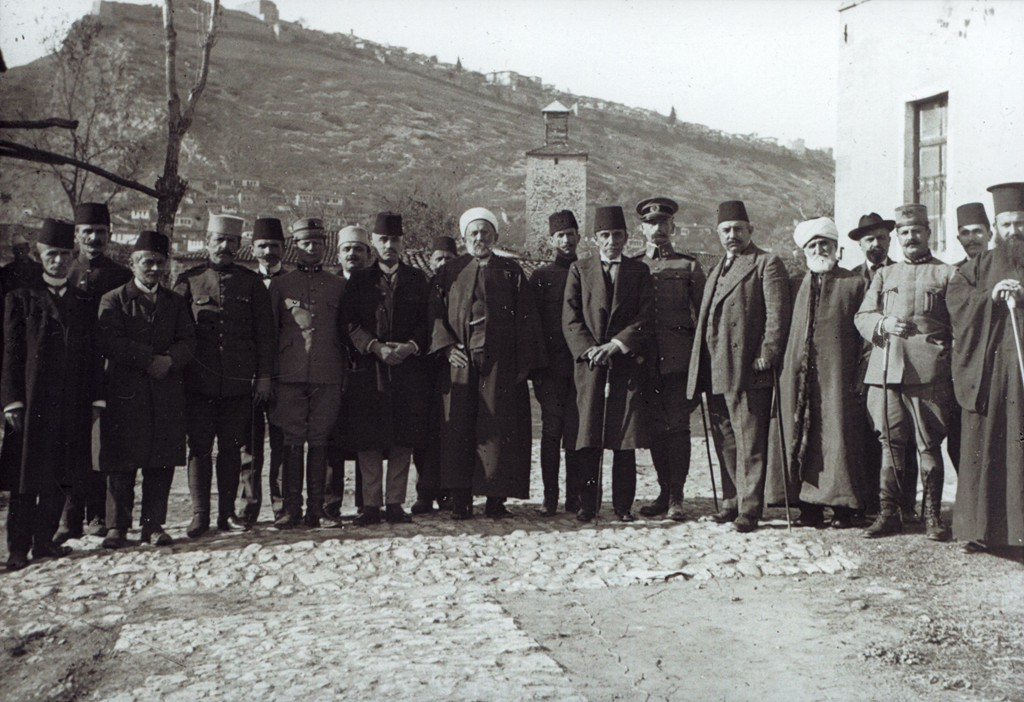
Fejzi bey Alizoti (6. von rechts) mit dem niederländischen General De Veer und moslemischen sowie orthodoxen Würdenträgern

Fejzi Bej Alizoti (* 22. September 1874 in Gjirokastra, Osmanisches Reich; † 14. April 1945 in Tirana) war ein albanisch-osmanischer Ökonom und Politiker aus Albanien.
Alizoti besuchte während der osmanischen Zeit das klassische Gymnasium in Thessaloniki und studierte an der Mülkiye Mektep in Istanbul Wirtschaft und Zivilverwaltung. Er arbeitete unter anderem in Homs (Syrien), Tripolis (Libyen), Bilecik und Urfa als Beamter und kämpfte ab 1912 im Italienisch-Türkischen Krieg auf Seiten der Türken gegen das Königreich Italien. 
Vom 22. Januar 1914 bis zum 7. März 1914 war Alioti übergangsweise Ministerpräsident Albaniens, das eben erst unabhängig geworden war. Von 1918 bis 1920 war er Finanzminister im Fürstentum Albanien. Dieses Amt übte er vom 12. April 1939 bis 1940 erneut unter Ministerpräsident Shefqet Vërlaci während der italienischen Besatzung Albaniens aus.
Fejzi Bej Alizoti war parteilos, zählte zu den Feudalherren der Beys und galt als sehr pro-italienisch. Er wurde am 14. April 1945 in Tirana hingerichtet und gilt somit als eines der ersten Opfer der kommunistischen Diktatur von Enver Hoxha.